# Isola di Brownson
L'isola di Brownson (Brownson Island) fa parte dell'arcipelago Alexander, nell'Alaska sud-orientale (Stati Uniti d'America). Amministrativamente appartiene al Borough di Wrangell. L'isola si trova all'interno della Tongass National Forest.

## Storia
Il nome dell'isola è stato dato nel 1891 dall'U.S. Coast and Geodetic Survey (USC&GS) in onore del tenente comandante Willard Herbert Brownson della Marina Militare degli Stati Uniti (USN).

## Geografia
L'isola si trova nel canale di Ernest (Ernest Sound) al fianco della parte meridionale-orientale dell'isola di Etolin (Etolin Island); è separata da quest'ultima dal canale Canoe (Canoe Passage). L'isola è caratterizzata da colline e formazioni rocciose in leggera pendenza con cime arrotondate.
Masse d'acqua

Intorno all'isola sono presenti le seguenti masse d'acqua (da nord in senso orario):
- Canale di Ernest (Ernest Sound)[6] 55°59′38″N 132°04′30″W - Il canale è lungo 48 km con una larghezza di 3 chilometri e si estende da nord a sud dall'isola di Wrangel (Wrangel Island) allo stretto di Clarence (Clarence Strait).
- Canale di Canoe (Canoe Passage)[7] 55°59′43″N 132°12′08″W - Il canale è lungo 15,2 km con una minima larghezza di 100 metri e divide l'isola di Brownson dall'isola di Etolin (Etolin Island).

Monti

Elenco dei monti presenti nell'isola:
- Picco di Brownson (Brownson Peak)[8] 55°57′25″N 132°10′36″W - Il monte è alto 572 metri e si trova nella parte meridionale dell'isola.

## Altro
L'isola è completamente disabitata.
Il clima è continentale caldo-umido estivo caratterizzato da estati calde e inverni freddi con precipitazioni più o meno costanti.
Altri dati:
- il tipo di vegetazione è: foresta di aghi sempreverdi;
- la copertura arborea è valutata attorno al 73%;
- l'altitudine media è di 126 metri;